# Kanamara Matsuri

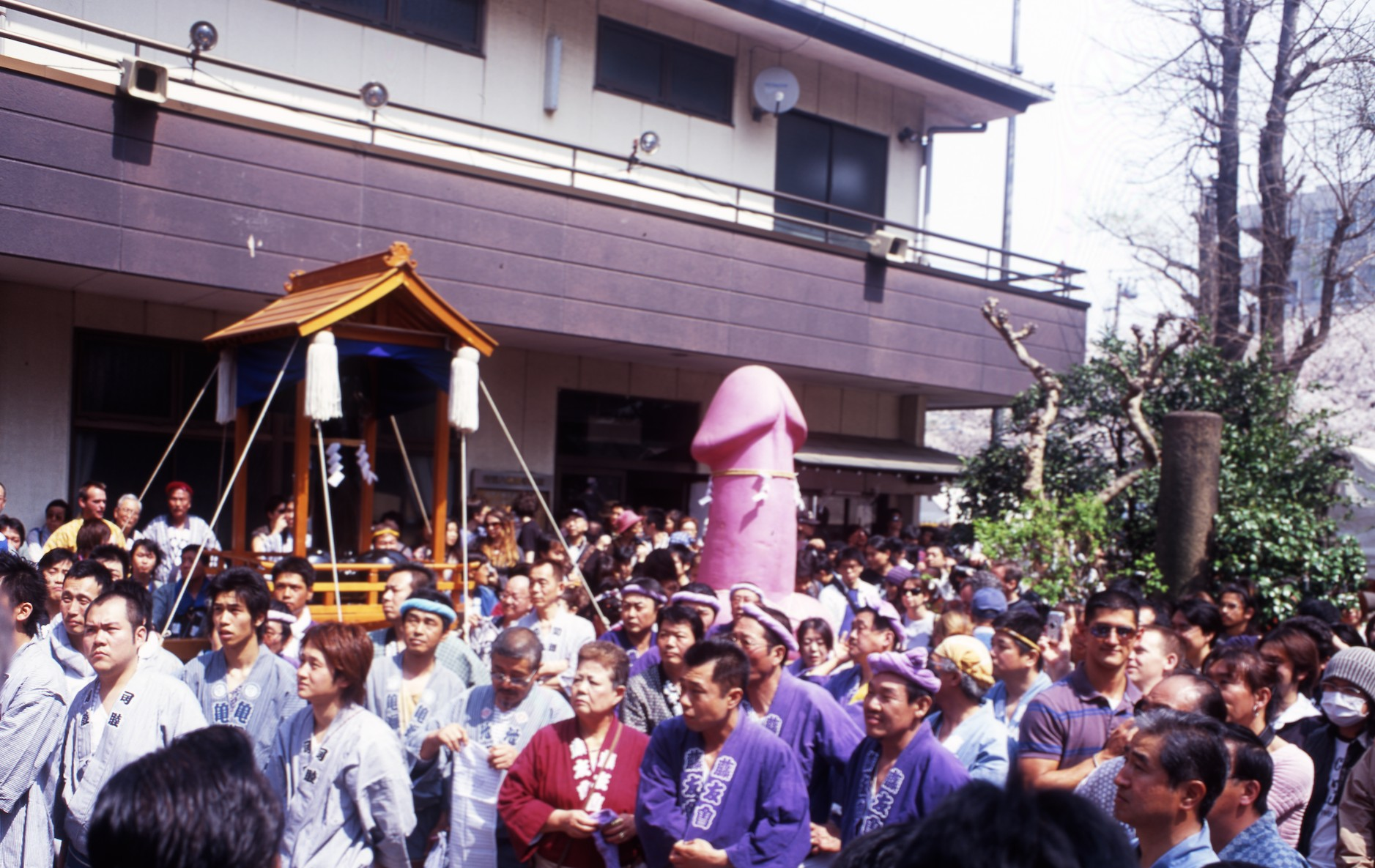
Una multitud se concentra en el festival.

Kanamara Matsuri (en español, Festival del falo de metal) es un festival sintoísta en honor a la fertilidad celebrado anualmente cada primavera en Kawasaki (Japón). Las fechas exactas varían, aunque la celebración principal siempre tiene lugar el primer domingo del mes de abril. El tema principal del evento es la veneración al pene humano, el cual se encuentra omnipresente durante todo el festival en forma de ilustraciones, dulces, decoraciones, vegetales esculpidos e incluso en un mikoshi.
Las celebraciones del festival tienen lugar alrededor de un templo local en veneración al pene, el cual en el pasado era popular entre prostitutas que rezaban para pedir protección ante enfermedades de transmisión sexual. El templo también simboliza la protección divina para la prosperidad de los negocios y del clan, los alumbramientos, el matrimonio y la armonía en las parejas casadas.
Hoy en día se destinan los fondos recaudados en el festival para la investigación contra el sida. Muchos turistas de Europa y Estados Unidos visitan el festival con gran curiosidad.